# Сіверськодонецький тролейбус
Сіверськодоне́цький троле́йбус — знищена тролейбусна мережа російськими окупантами, внаслідок широкомасштабного вторгнення в Україну. До 27 лютого 2022 року тролейбус був одним з видів громадського транспорту в місті Сіверськодонецьк Луганської області. Налічувалося 6 маршрутів та 1 депо, довжина контактної мережі складала 54,5 км.

## Історія
Автобусний рух в місті з'явився після Другої світової війни — у 1955 році, з нагоди до 30-тисячної відмітки чисельності населення, і до пуску тролейбуса було відкрито 5 автобусних маршрутів. На міських лініях працювали автобуси стандартної довжини ЗіЛ-155, а на приміські маршрути виходили машини Львівського автобусного заводу ЛАЗ 695Е та ПАЗ-670. Проте вирішення транспортної проблеми шляхом збільшення числа автобусів тодішнє керівництво міста вже не задовольняло з декількох причин. По-перше, екологічна тема вже тоді серйозно враховувалася місцевим партійно-радянським керівництвом. По-друге, повністю завантажений автобус рухався досить повільно, і навіть на невеликому підйомі автобусам ЛіАЗ-158 (з карбюраторним двигуном) було тяжко їх подолати. Відповідно, пасажири витрачали багато часу на проїзд до місця призначення, а для компенсації інтервалів руху, що збільшувалися, були потрібні додаткові машини. Все це змушувало міських керівників порушити питання про впровадження альтернативного типу транспорту  будівництво тролейбусної мережі, що вважали дуже важливим. Крім того, тролейбус міг перевозити більше пасажирів, ніж автобус. Проте у запуску чогось нового була одна перешкода, в умовах колишнього СРСР майже непереборна, — чисельність населення. У 1970 році чисельність населення в Сіверськодонецьку перевищило позначку 90 тисяч осіб.
Восени 1975 року розпочалося будівництво тролейбусного депо. 1978 року надійшли перші 13 тролейбусів.
22 грудня 1978 року відкритий тролейбусний рух в  Сіверськодонецьку. Першим став маршрут від вулиці Призаводські (Пивоварова) до Чистого озера, на лінії курсували 5 тролейбусів. З 1979 року тролейбусна мережа динамічно розбудовувалася і майже охопила все місто. Наприкінці 1979 року на балансі підприємства перебувало 45 тролейбусів ЗіУ-682В [В00], які експлуатувалися за маршрутами № 1 (ВО «АЗОТ» — Чисте озеро) та № 2 (Кільцева — Депо СТУ — ВО «АЗОТ»). У 1980 році був відкритий маршрут № 3 (Льодовий палац — ВО «АЗОТ»).
У 1984 році на балансі депо перебувало вже 66 тролейбусів і був подовжений маршрут № 3 від СПЗ (нові площі) до депо СТУ.
У 1985 році відкритий маршрут № 4 (СПЗ (нові площі) — БК Хіміків). З 1979 по 1985 роки до депо почали надходити тролейбуси ЗіУ-682В. У 1985 році надійшли 10 придбаних нових тролейбусів ЗіУ-682В [В00], проте було списано 6 тролейбусів цієї моделі ЗіУ-682В [В00].
З 1985 по 1986 роки депо поповнилося тролейбусами ЗіУ-682ВОО. У 1985 році відкритий маршрут № 5 (СПЗ (нові площі) — Автовокзал). З 1986 по 1988 роки до депо надійшла ще партія тролейбусів ЗіУ-682В [В00]. У 1986 році відкритий маршрут № 6 (Кільцева — Депо СТУ — ВО «Азот»).  З 1989 по 1991 роки почався процес списання тролейбусів ЗіУ-682В. У 1989 році депо поповнилося технічними тролейбусами КТГ-1. У 1989 році один ЗіУ-682В [В00] переданий до Харцизська, і щонайменше три ЗіУ-682В передані до Арте́мівську.
Вперше про можливість створення міжміського тролейбусного сполучення Сіверськодонецьк — Лисичанськ порушено питання наприкінці 1980-х років, коли була прийнята перша транспортна схема міжміського тролейбуса. Однак розпочати будівництво вдалося лише у 1990 році. Роботи тривали до 1993 року і були припинені через нестачу коштів, проте частина опор так і залишилися.
З 1989 по 1991 роки депо поповнилося тролейбусами ЗіУ-682ВОА. Станом на 1991 рік на балансі депо перебувало 91 тролейбусів. У 1993 році депо поповнилося 5 новими тролейбусами ЗіУ-682ГОО, які були останніми цієї моделі ЗіУ, що надійшли. У 1993 році депо поповнилося новим тролейбусом ЮМЗ Т1, придбаний для міста Сіверськодонецькою ТЕЦ. У 1993 році ліквідований маршрут № 3, проте подовжений маршрут № 5 (Автовокзал — «ВО Азот»). У 1993—1995 роках списано 10 тролейбусів ЗіУ-682В та КТГ-1. У 1994—1995 роках придбані  нові тролейбуси ЮМЗ Т1.
У 2001 році тролейбусам ЗіУ-682ВОО та ЗіУ-682ВОА проведений капітальний ремонт на Білоцерківському авіаремонтному заводі. У 2002 році депо отримало тролейбус ЮМЗ Т2 (1996 року побудови), отриманий з Києва, в якості подарунку перед виборами у Верховну раду України від мера Києва Олександра Омельченка, тролейбус був зовні прикрашений рекламою партії «Єдність», яку тоді очолював мер Києва, це була перша модель ЮМЗ Т2 у місті, до речі і в Києві він теж був перший з моделі ЮМЗ Т2. У 2005 році депо поповнилося новим тролейбусом ЮМЗ Т2, це був перший новий тролейбус в Сєвєродонецьку за 10 років. У 2006 році депо поповнилося двома новими тролейбусами ЮМЗ Т2 та єдиним в Донбасі тролейбусом ЮМЗ Т2.09 (гірська модель). У жовтні 2006 року, після 14 років перерви, депо поповнилося двома новими тролейбусами з РФ. Це були тролейбуси заводу Тролза (колишній — завод імені Урицького) ЗіУ-682Г-016.03. У 2008 році депо отримало два нових тролейбуса з Харкова Дніпро Е187. Це тролейбуси заводу Тролза, але зібрані на Харківському вагонобудівному заводі і з комплектуючих виготовлених на Південному машинобудівному заводі. Так само депо поповнилося з Києва 15 тролейбусами ЮМЗ Т2 з 1997 по 2001 років випуску (28 грудня 2008 року з Києва надійшло 2 тролейбуси ЮМЗ Т2 2000 року випуску, які отримали № 506 та № 507, київські № 524 та № 527 відповідно). Станом на січень 2010 року всього на балансі депо перебувало 45 тролейбусів. Загальна довжина маршрутів становила 81,2 км, на яких налічувалось 89 зупинок.
У 2011 році тролейбусами міста було перевезено 26 387 тис. осіб, у 2010 році — 22 660 тис. пасажирів.
З 1 березня 2018 року в тролейбусах Сіверськодонецька вартість проїзду була можливість оплатити смартфоном.
20 вересня 2018 року реорганізований тролейбусний маршрут № 4 (8), а маршруту № 8 змінена схема руху від тролейбусного управління до БК «Хіміків».
В Сіверськодонецьку була запроваджена система спостереження тролейбусного руху в режимі онлайн на мапі міста, яку було можливо масштабувати та переміщувати. При натисканні на іконку тролейбуса показувалося: поточна швидкість, час початку поїздки, тривалість  часу в дорозі та пройдена відстань. Для зручності маломобільних людей низькопідлогові тролейбуси на мапі позначалися зеленим кольором.
27 лютого 2022 року в містах Сіверськодонецьк та Лисичанськ, що розташовані поруч на протилежних берегах річки Сіверський Донець, тролейбусний рух припинився в ході бойових дій під час широкомасштабного російського вторгнення в Україну та через безперервні обстріли російських окупантів. Інфраструктура зазнала суттєвих руйнувань внаслідок бойових дій, тому відновлення руху наближчим часом малоймовірне. Тролейбусний рух в Лисичанську тривалий час був на межі закриття, проте останнім часом активно обговорювались різні варіанти об'єднання мереж міст, навіть з долученням сусіднього Рубіжного. Також були здійснені тестові рейси тролейбусного маршруту з використанням автономного ходу від Сіверськодонецька до спільного для двох міст залізничного вокзалу в Лисичанську.
В результаті безперервних обстрілів міста виведено з ладу 80 % контактної мережі. Повністю знищена лінію вулицею Курчатова у Східному мікрорайоні і вулицею Вілесова (лінія до депо). Пошкоджена контактна мережа по Гвардійському проспекту, а також частково по проспектам Центральному та Хіміків. Рухомий склад у депо суттєво постраждав від обстрілів, проте ступінь пошкоджень невідома.

## Маршрути

Схема тролейбусних маршрутів

| №                                | Маршрут | Час в дорозі, хв.                         |
| Маршрути, що діяли до 27.02.2022 | Маршрути, що діяли до 27.02.2022 | Маршрути, що діяли до 27.02.2022          |
| -------------------------------- | --- | ----------------------------------------- |
| 1                                | Озеро Чисте — вулиця Князя Володимира — шосе Будівельників — проспект Хіміків — вулиця Пивоварова — Кільцева | 20                                        |
| 2                                | Тролейбусне управління — проспект Гвардійський — вулиця Заводська — проспект Хіміків — вулиця Пивоварова — Кільцева | 20 (працює лише у години-пік)             |
| 8                                | Тролейбусне управління — проспект Гвардійський — вулиця Князя Володимира — вулиця Новікова — Центральний проспект — БК «Хіміків»                                                                                          | 25                                        |
| 5                                | СПЗ (нові площі) — вулиця Новікова — вулиця Князя Володимира — шосе Будівельників — проспект Хіміків — вулиця Пивоварова — Кільцева                                                                                       | 35                                        |
| 6А                               | Тролейбусне управління — проспект Гвардійський — СХМЗ — Аміак | 20                                        |
| 6                                | Тролейбусне управління — проспект Гвардійський — СХМЗ — Аміак — Дослідний завод — «Склопластик» — Північна | 45                                        |
| Раніше скасовані маршрути        | |                                           |
| №                                | Маршрут | Роки курсування                           |
| 3                                | Тролейбусне управління — проспект Гвардійський — вулиця Курчатова — СПЗ (нові площі) — вулиця Новікова — проспект Радянський — проспект Гвардійський — вулиця Заводська — проспект Хіміків — вулиця Пивоварова — Кільцева | 1983—1993                                 |
| 4                                | СПЗ (нові площі) — вулиця Новікова — проспект Радянський — БК «Хіміків» — проспект Радянський — вулиця Новікова | 1985—2008, працював лише вранці і ввечері |
| Проєктовані маршрути             | |                                           |
| №                                | Маршрут | Приблизний рік введення в експлуатацію    |
| 2                                | ВО «Азот» — проспект Гвардійський — 6-й мікрорайон (подовження маршруту до 5 км) | Невідомо                                  |
| 3                                | Міжміський маршрут «Сєвєродонецьк — Лисичанськ»: Тролейбусне управління — проспект Гвардійський — вулиця Новікова — Центральний проспект — Дослідний завод — завод «Пролетарій» — РТІ                                     | Планувалося відкриття до 2015 року        |
| 7                                | Автовокзал — вулиця Пивоварова — проспект Хіміків — аеропорт — с-ще Борівське | Планувалося відкриття до 2012 року        |
| 8                                | ГІАП — вулиця Донецька — вулиця Єгорова — Щедрищево — ПТ «Гагаріна» | Невідомо                                  |
| 9                                | СПЗ (нові площі) — вулиця Новікова — Метьолчине — Воронове | Невідомо                                  |
| 10                               | Міжміський маршрут «Сіверськодонецьк — Рубіжне»: Автовокзал — вулиця Заводська — вулиця Визволителів — проспект Московський                                                                                               | Невідомо                                  |

## Рухомий склад

Разовий квиток (до 2013 року)

Разовий квиток (з 2013 року)

Інформація станом на 12 липня 2017 року.

## Вартість проїзду
| Динаміка вартості проїзду | Динаміка вартості проїзду | Динаміка вартості проїзду             |
| Дата встановлення тарифу  | Вартість проїзду, ₴       | Примітка                              |
| ------------------------- | ------------------------- | ------------------------------------- |
| 2009                      | 0,75                      |                                       |
| 2010                      | 1,00                      |                                       |
| 1 березня 2013            | 1,25                      |                                       |
| 5 жовтня2016              | 2,00                      |                                       |
| 1 червня 2019             | 4,00                      | Вартість проїзного на місяць — 240,00 |